# Moriz Jung
Pour les articles homonymes, voir Jung.
Moriz Jung (1885-1915) est un graveur, lithographe, graphiste et peintre autrichien, membre du Wiener Werkstatte.

## Biographie
Moriz Jung est né le 22 octobre 1885 à Nikolsburg (actuelle Mikulov) dans l'Empire austro-hongrois. Il étudie de 1901 à 1908 à l'université des arts appliqués de Vienne, avec pour professeurs Carl Otto Czeschka, Bertold Löffler (en), Felician Myrbach et Alfred Roller.
Par le biais de Roller, il collabore à Ver sacrum (1903) puis travaille pour le Wiener Werkstatte dès 1907, produisant de nombreuses illustrations (affiches, cartes postales, comics, estampes lithographiées). Il collabore à la signalétique et la décoration du Cabaret Fledermaus, exécutant notamment le livret du programme et une affiche montrant son talent de caricaturiste.
Il collabore également à la conception graphique de nombreux magazines (dont Glühlichter), en partie sous les pseudonymes Nikolaus Burger (une allusion à sa ville natale) et Simon Mölzlagl.
Son portrait de l'empereur François-Joseph exécuté en gravure sur bois est primé en 1914.
Mobilisé en tant que soldat, il meurt le 11 mars 1915 sur le front des Carpates, à Höhe Maniloowa près de Lubné.
Arthur Roessler a publié des extraits de son journal de guerre dans l'Arbeiter-Zeitung et dans le Westermanns Monatshefte.

## Galerie

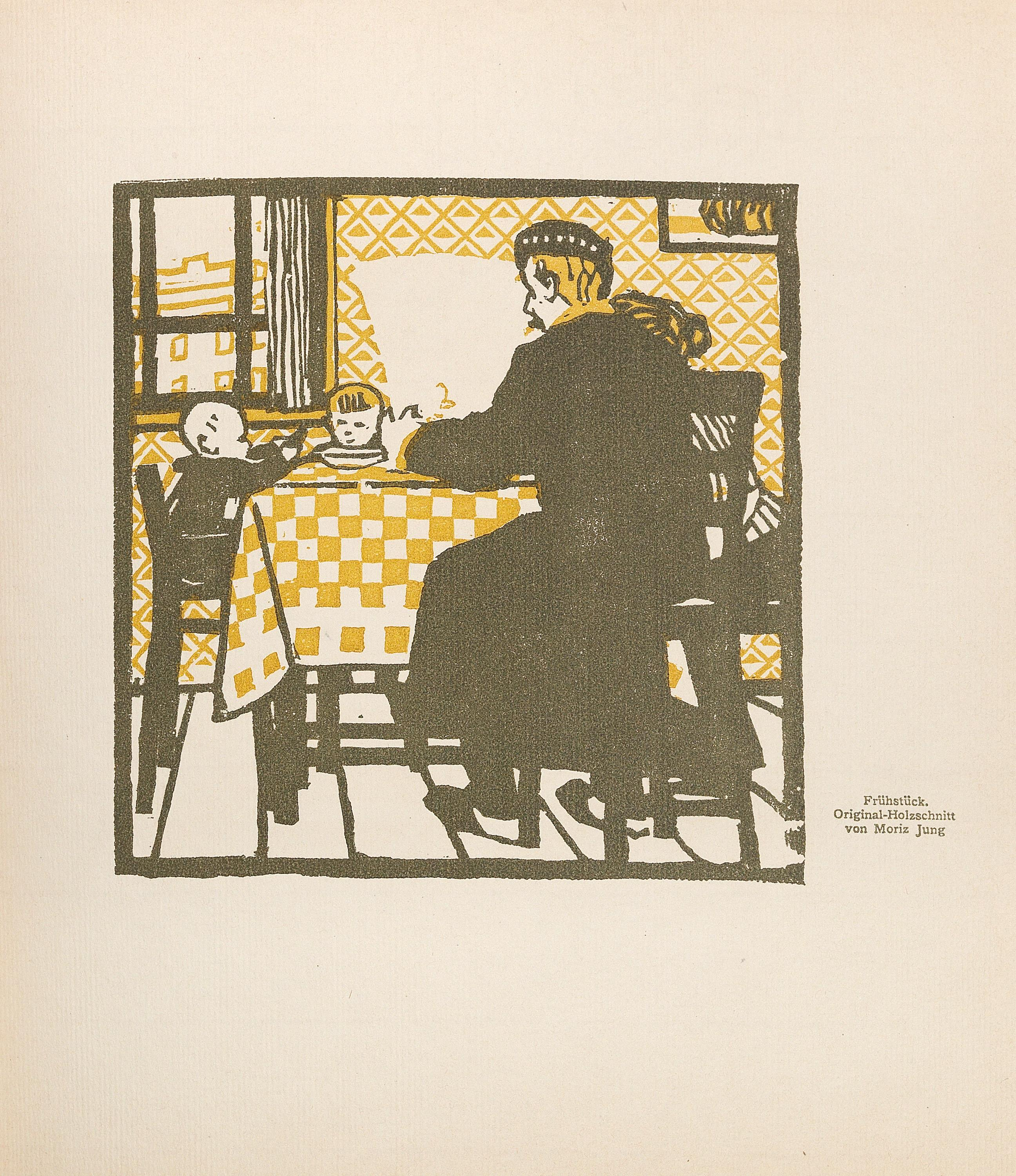
Frühstück, gravure sur bois (Ver sacrum, 1903)
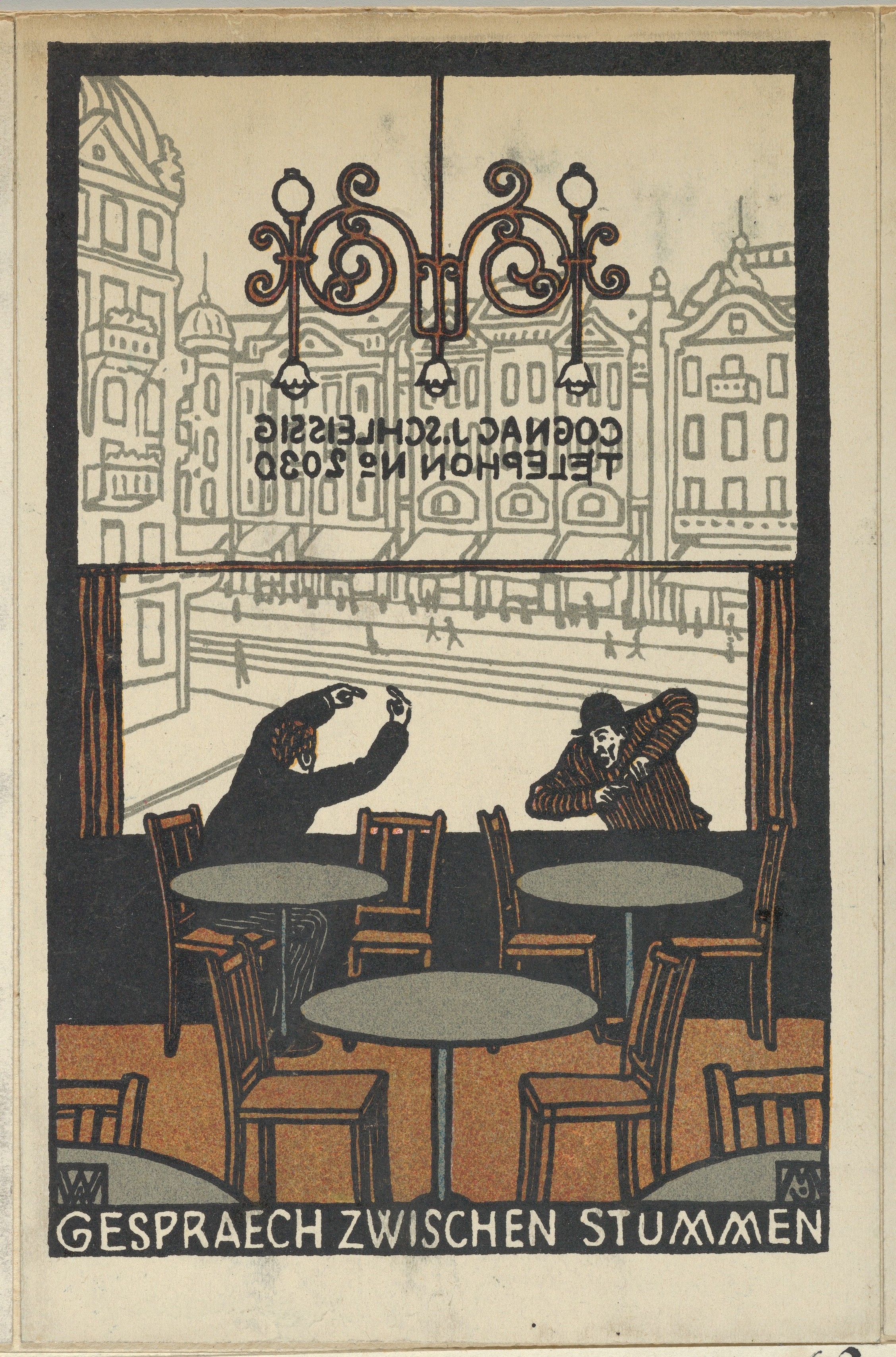
Gespraech zwischen Stummen (1907)
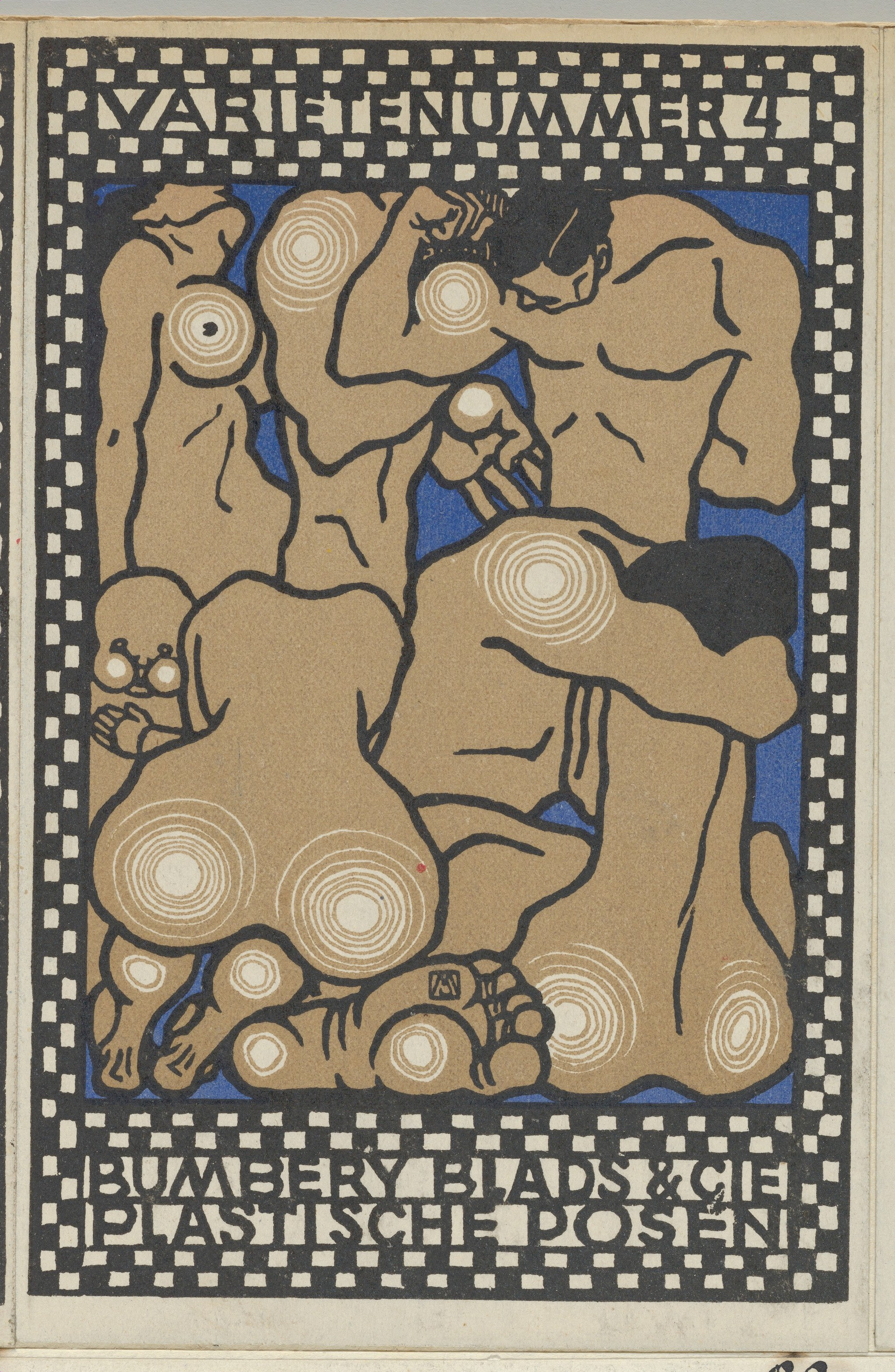
Bumbery Blads & Cie, Plastiche Posen (1907)
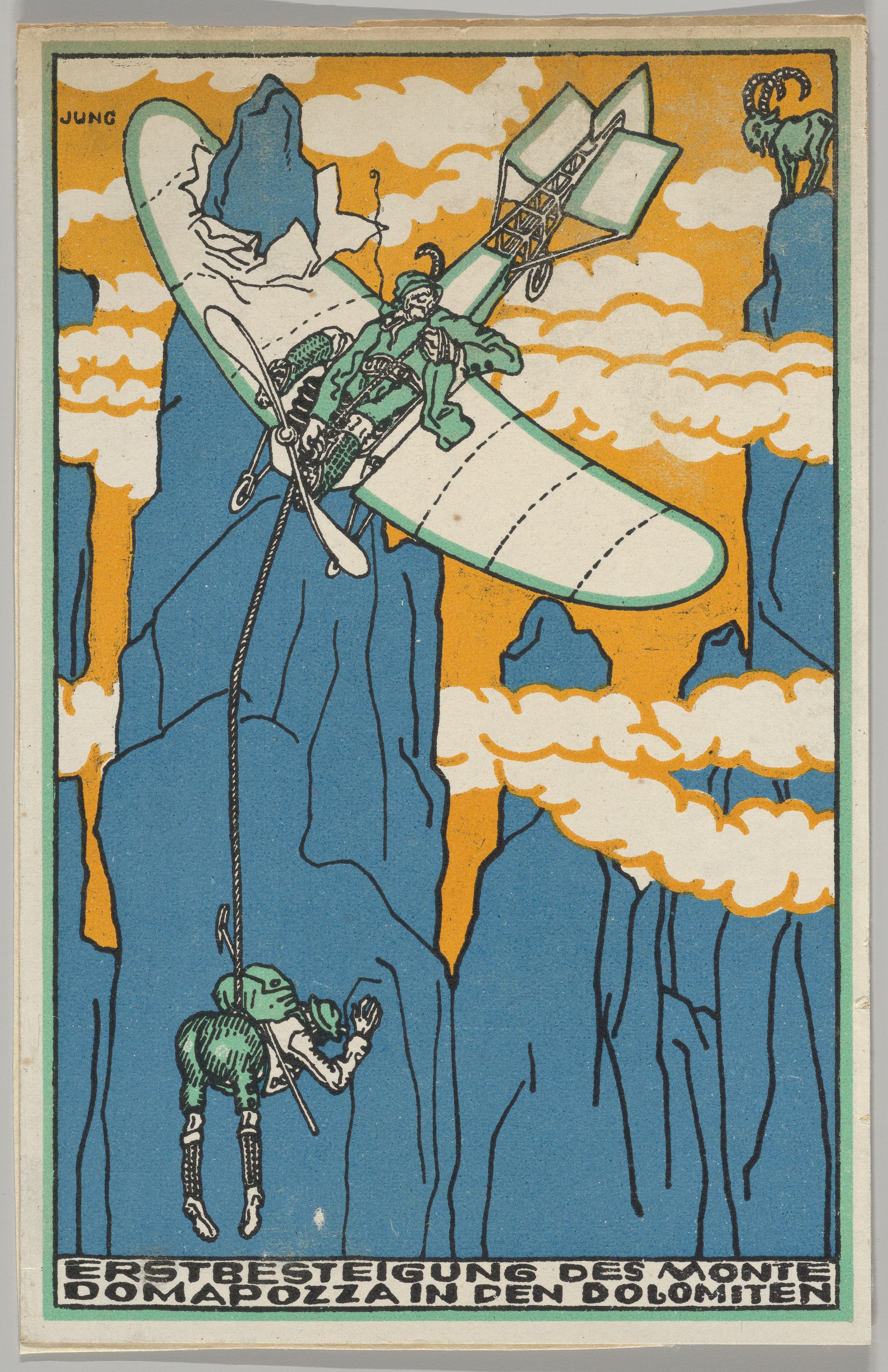
Erstbesteigung des Monte Domapozza in den Dolomiten (1911)
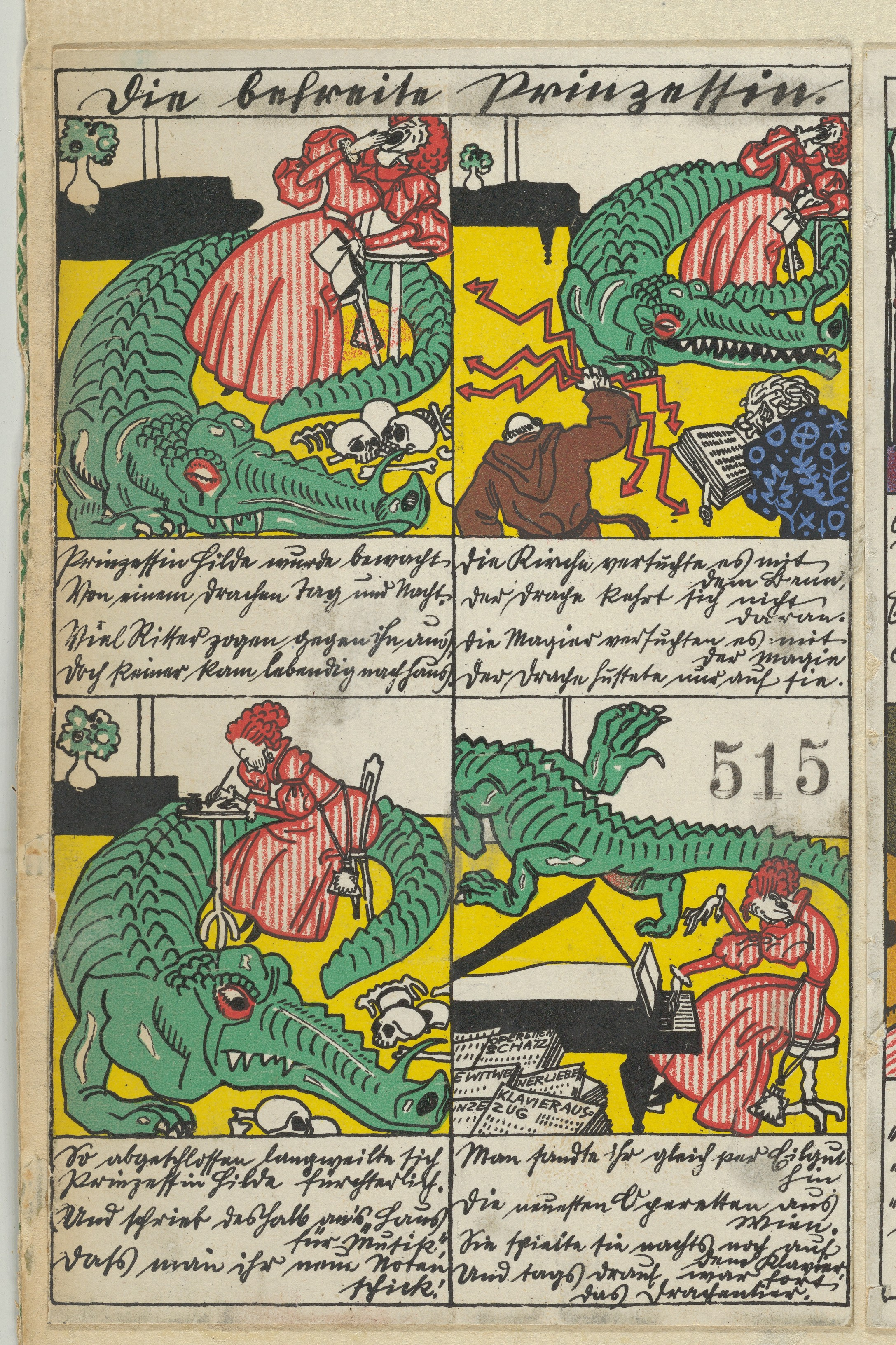
Die befreite Prinzessin (1911)
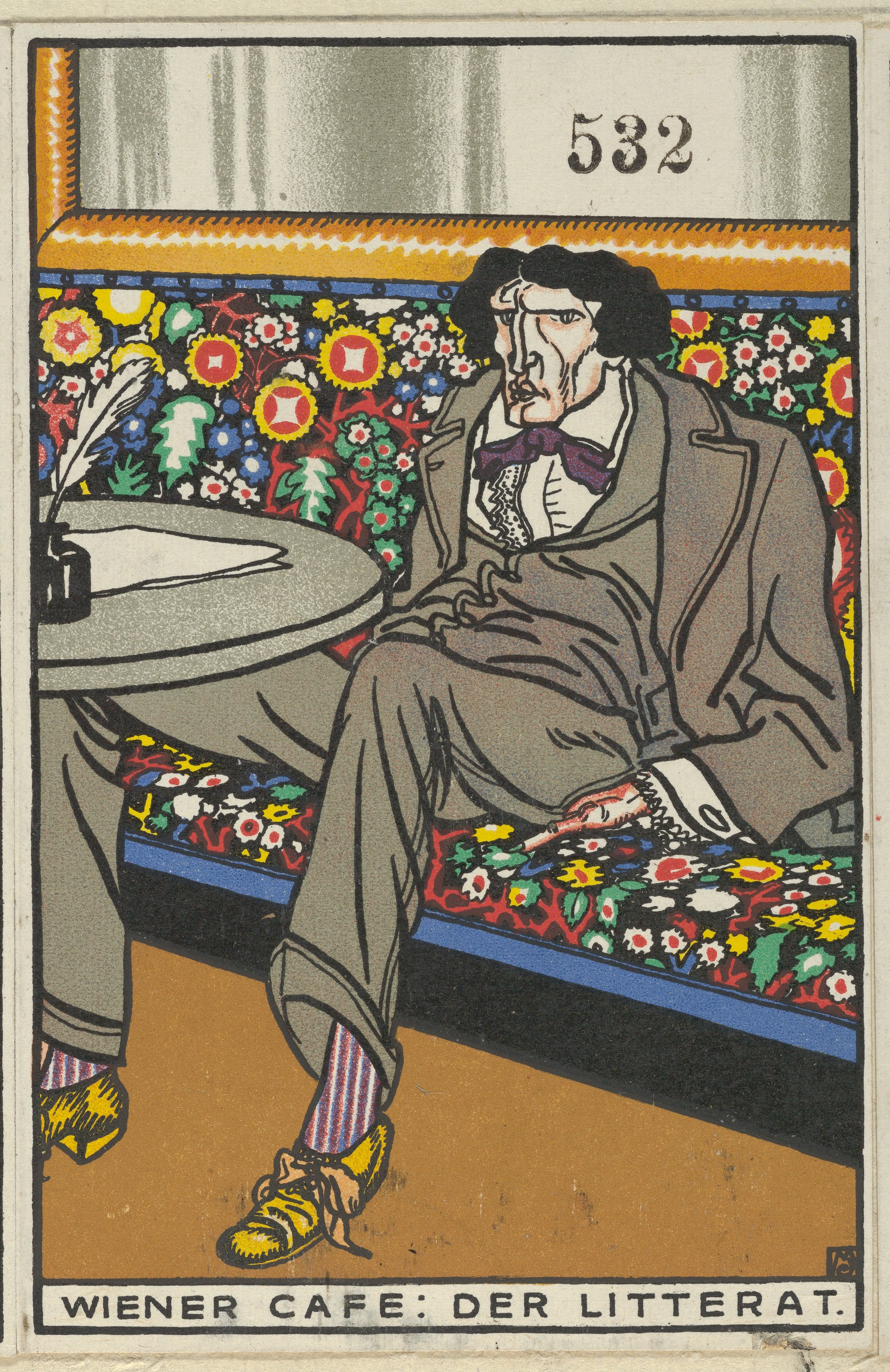
Wiener Café - Der Litterat (1911)
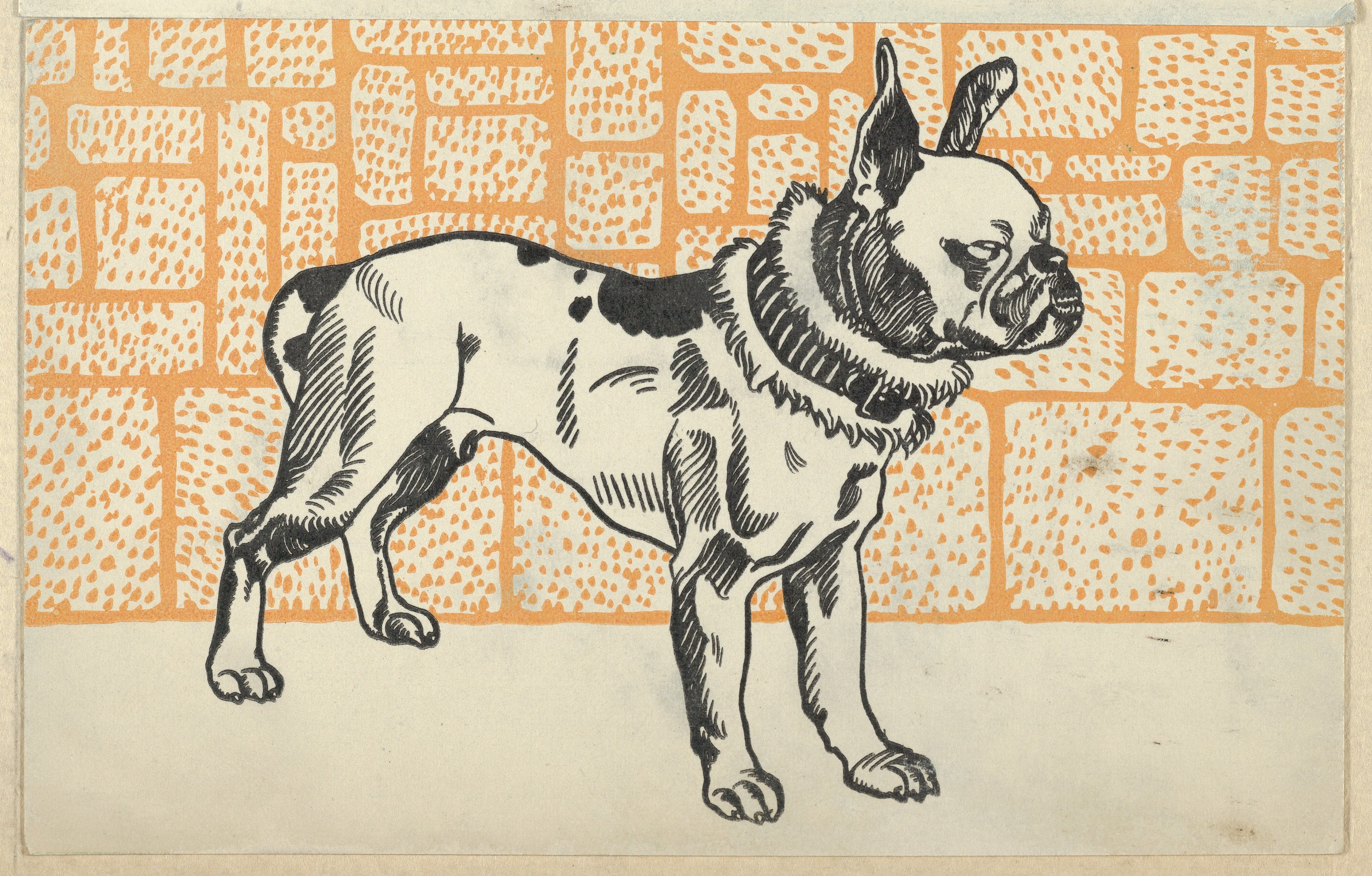
Pitbull Terrier, lithographie (1912)